# Isis (rivière)
 (mars 2010).
Pour les articles homonymes, voir Isis (homonymie).
Isis est le nom donné à la partie de la Tamise située en amont d'Iffley Lock, après avoir traversé Oxford. Le nom est surtout utilisé dans le cadre des courses d'aviron de l'Université d'Oxford.

## Géographie
De 16 km de longueur, cette partie de la Tamise est donc situé entre l'écluse au sud d'Oxford et la confluence de la Tamise avec la Thame.

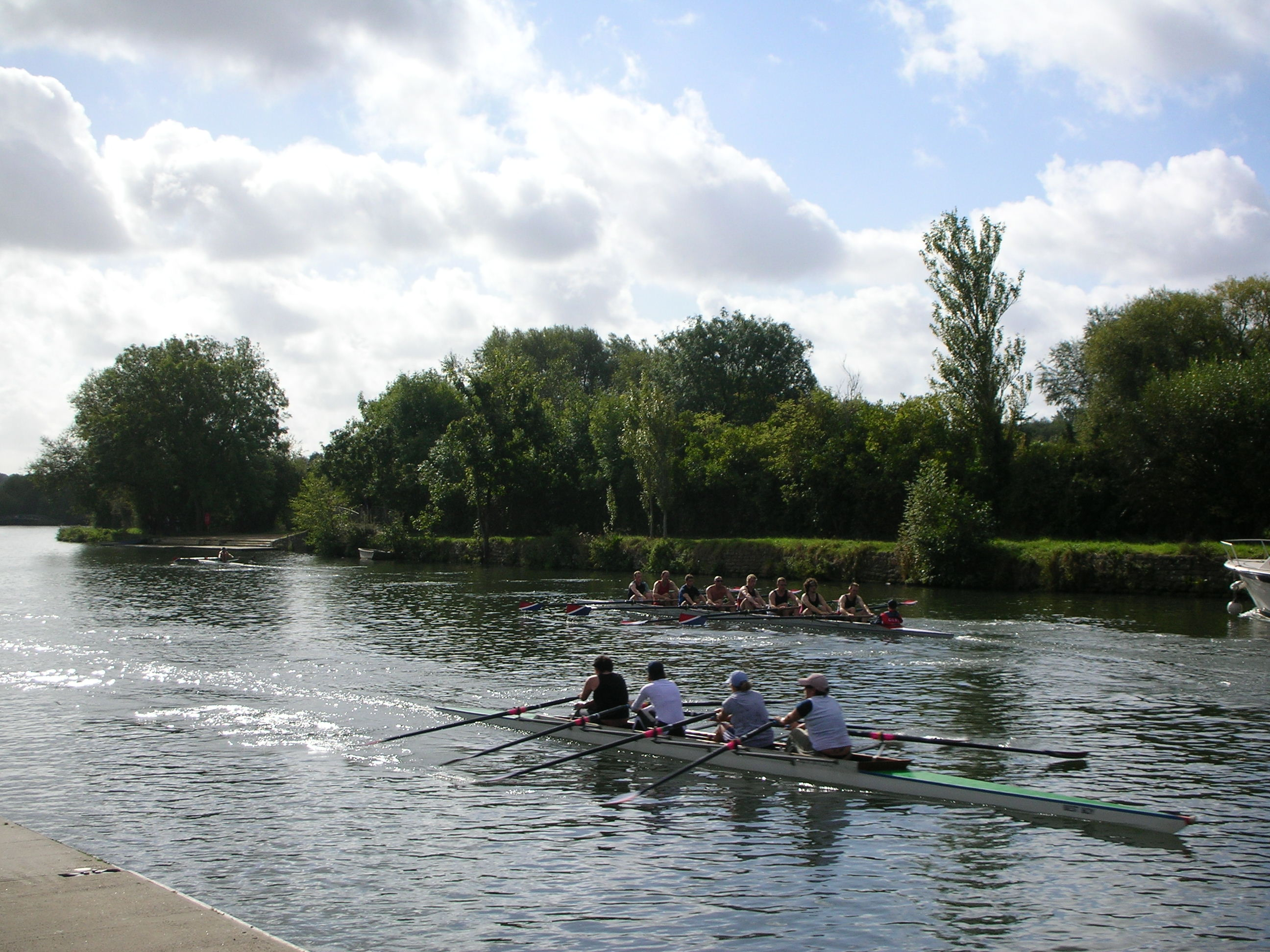
Course d'aviron sur l'Isis à Oxford.

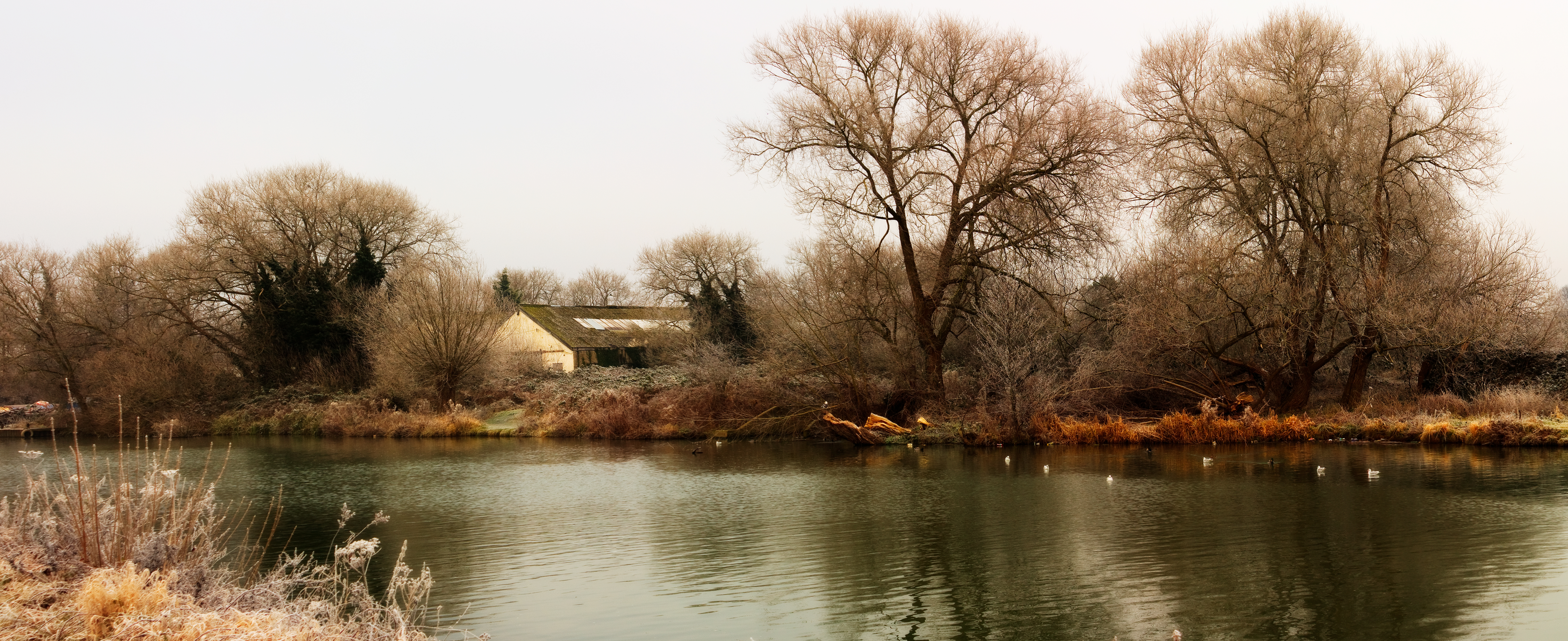
Au sud de Donnington Bridge.

Historiquement et en particulier à l'époque victorienne, les journalistes et les cartographes nommaient « rivière Isis » la Tamise, entre sa source et Dorchester, où la rivière rejoint la Thame et devient (selon cette théorie) la « Thame-Isis » (d'où le nom Tamesis latin (ou celtique pré-romaine) est dérivé), abrégé par la suite en Tamise.
Sur les cartes de l'Ordnance Survey la Tamise est encore étiquetée « La Tamise ou l'Isis » avant Dorchester.
Toutefois, depuis le début du XXe siècle, cette distinction s'est perdue dans l'usage commun, même à Oxford, et certains historiens suggèrent que le nom Isis ne serait qu'une contraction du nom Tamesis.

## Hydrologie
Son régime hydrologique est dit pluvial océanique.

## Aménagements et écologie
Un certain nombre de régates d'aviron se déroulent sur l'Isis : l'Eights Week, la régate la plus importante de l'Université d'Oxford dans le Trinity term (en été) ;  les Torpids dans le Hilary term (au printemps) et la Christ Church Regatta pour les novices dans le Michaelmas term (en automne).
Le nom « Isis » est également utilisé par le deuxième équipage d'aviron du Oxford University Boat Club, qui court contre la deuxième équipe du Cambridge University Boat Club, avant la course annuelle The Boat Race sur la Tamise à Londres.

## Source
- Oxfordshire, Camden's Britannia, 1586. Translated into English, with additions and improvements by Dr Edmund Gibson, 1722.
- Kendal, Roger, Bowen, Jane and Wortley, Laura, Genius & Gentility: Henley in the Age of Enlightenment. River and Rowing Museum, 2002. See Mrs Anne Seymour Damer, pages 12–13.
- Carte de l'Isis